# Arreh (ort i Iran)
Arreh (persiska: اره) är en ort i Iran.   Den ligger i provinsen Khorasan, i den nordöstra delen av landet, 800 km öster om huvudstaden Teheran. Arreh ligger 925 meter över havet och antalet invånare är 694.
Terrängen runt Arreh är platt. Runt Arreh är det ganska tätbefolkat, med 185 invånare per kvadratkilometer. Närmaste större samhälle är Shūrak-e Malekī, 19,4 km öster om Arreh. Omgivningarna runt Arreh är i huvudsak ett öppet busklandskap.